# 렐리잔주

렐리잔주

렐리잔주(아랍어: ولاية غليزان)는 알제리 북서부에 위치한 주로, 주도는 렐리잔이며 면적은 4,870km2, 인구는 733,060명(2008년 기준)이다.